# Ванзекин, Амбрус
Амбрус Ванзекин (англ. Ambruse Vanzekin; 14 июля 1986, Лагос, Нигерия) — нигерийский футболист, вратарь клуба «Варри Вулвз». Победитель юношеского чемпионата Африки (до 20 лет), серебряный призёр молодёжного чемпионата мира 2005 и летних Олимпийских игр 2008 года.

## Биография

### Клубная карьера
Начал профессиональную карьеру в клубе чемпионата Нигерии — «Плато Юнайтед». В 2006 году стал игроком «Бендел Иншурэнса», в котором отыграл два сезона. В сезоне 2008/09 выступал в команде «Аква Юнайтед». С 2009 года является игроком «Варри Вулвз». В сезоне 2013/14 играл на правах аренды за команду «Байельса Юнайтед», а уже в следующем сезоне выступал на правах аренды за «Викки Туристс».

### Карьера в сборной
В августе 2003 года в составе юношеской сборной Нигерии до 17 лет принял участие в юношеском чемпионате мира, проходившем в Финляндии. В своей группе нигерийцы заняли третье место, уступив Аргентине, Коста-Рике и обогнав Австралию. Ванзекин являлся основным вратарём команды Нигерии и сыграл во всех 3 играх.
В январе 2005 года участвовал в юношеском чемпионате Африки (до 20 лет), который проходил в Бенине. В финале турнира Нигерия обыграла Египет со счётом (2:0). Летом того же года сыграл на молодёжном чемпионате мира в Нидерландах. Нигерийцы смогли дойти до финала, где уступили Аргентине (1:2), Амбрус пропустил два гола с пенальти от Лионеля Месси. Ванзекин являлся основным голкипером команды и сыграл во всех 7 матчах на турнире.
В мае 2008 года стал победителем товарищеского турнира под названием Интерконтинентальный Кубок, который проходил в Малайзии. В финале нигерийцы сумели обыграть команду Австралии (2:0).
В августе 2008 году главный тренер олимпийской сборной Нигерии Самсон Сиасиа вызвал Амбруса на летние Олимпийские игры в Пекине. В команде он получил 1 номер. Нигерия стала обладателем серебряных наград турнира, дойдя до финала, где проиграла Аргентине (0:1). Ванзекин на турнире вновь был основным вратарём и сыграл во всех 6 играх.

## Достижения
- Серебряный призёр Олимпийских игр: 2008
- Победитель юношеского чемпионата Африки (до 20 лет): 2005
- Серебряный призёр молодёжного чемпионата мира: 2005